# Apatura lambillioni
Apatura lambillioni är en fjärilsart som beskrevs av Cabeau 1919. Apatura lambillioni ingår i släktet Apatura och familjen praktfjärilar. Inga underarter finns listade i Catalogue of Life.